# Gustave Lauvaux
Gustave Henri Lauvaux (ur. 25 listopada 1892 w Châlons-sur-Marne, zm. 8 kwietnia 1970 w Trouan-le-Grand) – francuski lekkoatleta, średnio- i długodystansowiec, olimpijczyk z 1920.
Wystąpił w biegu przełajowym na igrzyskach olimpijskich w 1920 w Antwerpii, w którym zajął 17. miejsce indywidualnie oraz 5. miejsce w drużynie.
Trzykrotnie wystąpił w międzynarodowych mistrzostwach w biegach przełajowych z następującymi rezultatami: 1911 – 37. miejsce, 1912 – 24. miejsce, 1913 – 5. miejsce.
Był mistrzem Francji w biegu na 4000 metrów z przeszkodami w 1913, wicemistrzem w biegu na 5000 metrów w 1912 i w biegu na 1500 metrów w 1913 oraz brązowym medalistą w biegu z przeszkodami w 1911 i w biegu na 5000 metrów w 1920.
Rekordy życiowe Lauvaux:
- bieg na 1500 metrów – 4:10,2, 8 czerwca 1913, Reims
- bieg na 5000 metrów – 15:12,0 (przybliżony), 1912

Jego młodszy brat Henri był również lekkoatletą długodystansowcem, medalistą igrzysk olimpijskich w 1924 w Paryżu.